# Endzeitgemeinde
Als Endzeitgemeinden werden diejenigen christlichen Gemeinden bezeichnet, welche die nahe bevorstehende Wiederkunft Christi erwarten und ihre Zeit daher als Endzeit verstehen. Im letzten Buch der Bibel (Offenbarung Kapitel 3, ab Vers 14) wird im Sendschreiben an die Gemeinde zu Laodizäa die Endzeitgemeinde aus der Sicht Jesu beschrieben (Lauheit, Nacktheit, Blindheit).
Nach der nahe bevorstehenden Wiederkunft Jesu Christi erwarten Endzeit-Gemeinden den anschließenden Beginn des Tausendjährigen Reiches. 
Im Neuen Testament gehören Matthäus 24, Markus 13 und Lukas 21 zu den Kapitel, die von der Endzeit berichten. 
Die Wiederkunft Jesu war eine vorherrschende Lehre im Urchristentum. Der frühchristliche Theologe Justin der Märtyrer starb für den christlichen Glauben an die Auferstehung den Martyrertod. Der Heilige Irenäus von Lyon rechnete die Endzeitlehre zu den kirchlichen Glaubensbekenntnissen und alle Andersgläubigen zu den „Ketzern“. Auch Kirchenväter wie Tertullian und Cyprian haben die Lehre von den letzten Tagen verkündet. 
Eigentliche Endzeitgemeinden bildeten die Taboriten. Im 16. Jahrhundert erregten chiliastische Täufer Aufsehen. 1830 erwarteten die neu entstandenen katholisch-apostolischen Gemeinden die Wiederkunft Christi.
Zu den neuzeitlichen Endzeitgemeinden zählen die Adventisten, die Freien Bibelforscher, die Zeugen Jehovas und die Gemeinschaft in Christo Jesu.